# Converse
Converse — американская компания, производящая обувь с начала XX века и наиболее известная своими кедами Chuck Taylor All-Stars. Контролируется компанией Nike.

## История
В 1908 году Маркус Миллс Конверс (англ. Marquis M. Converse), который в прошлом работал в Boston Rubber Shoe Company, специализировавшейся на выпуске зимней обуви, основал собственную компанию Converse Rubber Shoe Company в городе Малден, штат Массачусетс. Сначала основной продукцией была семейная обувь, для летнего и зимнего времени. Через два года после основания фирмы выпускалось уже более 4 тысяч пар обуви каждый день. Спортивная обувь в ассортименте компании появляется только после 1915 года.
Важной вехой в истории компании считают 1917 год, этот год был началом выпуском Converse специальной обуви для баскетболистов — Converse All Star. Вскоре известный баскетболист Чарльз Х. «Чак» Тэйлор (англ. Charles H. “Chuck” Taylor) из команды «Akron Firestones» начинает играть исключительно в «конверсах». В 1918 году Тейлор получает от Converse поддержку и свою первую пару рекламных кед All Star.
Официально Чак Тэйлор присоединился к Converse в 1921 году, а в 1923 All Stars стали его именной про-моделью после публикации ретроспективы в честь 60-летия баскетбола как вида спорта, а также преподавания первых уроков владения мячом в Государственном университете Северной Каролины. Затем Чак отправился в 35-дневный рекламный тур, чтобы познакомить Америку с баскетболом, за что получил прозвище «баскетбольный посол».

### Расцвет
После нападения японских вооружённых сил на Пёрл-Харбор и вступления США во Вторую мировую войну Converse сменила ассортимент. Теперь компания стала производить обувь и одежду для армии. Специально для американской авиации были разработаны ботинки A-6 Flying Shoes (англ.). www.acmedepot.com. Дата обращения: 3 октября 2023..
Работники Converse также создали «Victory Garden» (рус. Сад победы) для поддержки сельскохозяйственной промышленности.
После войны, в 1949 году, две баскетбольные ассоциации Америки — Баскетбольная Ассоциация Америки (БАА) и Национальная Баскетбольная Лига (НБЛ) объединились в единую лигу под названием Национальная баскетбольная ассоциация (НБА). Причём большинство профессиональных игроков новой организации носили в качестве игровой обуви именно Chuck Taylor All Stars.
Если до Второй мировой войны компанией традиционно выпускались кеды только в чёрном цвете, то после её окончания покупатели начали требовать у компании более ярких красок. За удовлетворение многочисленных просьб покупателей компания была вознаграждена новым пиком популярности. Тогда же голливудские звёзды начали носить кеды не только в реальной жизни, но и на экране. Известный киноактёр Джеймс Дин (англ. James Dean) продемонстрировал новую моду обществу, снявшись для одного из журналов в джинсах и белых Converse. Так Converse стали любимой обувью детей, подростков, молодежи, а также своеобразным символом молодых бунтарей 50-х. Мальчики предпочитали носить кеды с джинсами и футболками, а девочки — со свитерами, юбками и гольфами. Кеды Converse из чисто спортивной обуви превращаются в элемент стиля.
К середине 50-х годов Chuck Taylor All-Star становятся баскетбольными кедами № 1 в США. А в течение 60-70-х годов компания представляет огромное количество серий обуви, одежды и аксессуаров для баскетбола, тенниса, футбола, лёгкой атлетики и многих других видов спорта.

## Хронология Converse
- 1935 — Джек Персел (Jack Purcell), всемирно известный бадминтонист и теннисист, придумал дизайн с резиновым смайликом посередине носка. Модель, естественно, назвали Converse Jack Purcell.
- 1936 — баскетбол становится олимпийской дисциплиной. Команда США, обутая в Converse All Star, побеждает Канаду со счетом 19:8 и получает золотую медаль.
- 1939 — был проведен первый чемпионат Национальной студенческой спортивной ассоциации. Обе команды носили Converse All Star.
- 1962 — Уилт Чемберлен из «Филадельфии» устанавливает рекорд по количеству набранных очков. Рекорд в 100 очков, полученных при помощи Chuks, ещё не был побит.
- 1962 — Converse выпускает «низкую» версию популярных All Star, названную Converse All Star Oxford. Вскоре многие профессиональные игроки остановили свой выбор именно на них.
- 1966 — Converse добавляет 7 дополнительных цветов в линейку All Star для того, чтобы они сочетались с командной формой.
- 1969 — спустя год после своей победы на Naismith Basketball Hall of Fame умирает многолетнее «лицо» Converse Чак Тэйлор.
- 1974 — Converse представляет One Star, «низкие» кеды для баскетбола, которые позже были «взяты на вооружение» серферами и скейтерами.
- 1982 — на чемпионате Национальной студенческой спортивной ассоциации побеждает команда Северной Каролины в бело-голубых Pro Leathers.
- 1983 — д-р Джей (Dr. J) выводит свою команду на чемпионат NBA. Кстати, он носил всевозможные модели Converse на протяжении всей своей карьеры.
- 1984 — Converse — официальный спонсор Олимпийских игр, на которых, кстати говоря, мужская баскетбольная команда США, будучи в Converse, выигрывает золото.
- 1985 — вложения Converse в биомеханику сполна окупаются, когда их лаборатория представила на суд обувной индустрии первую хайтек-систему с прослойкой между внутренней и внешней подошвами.
- 1986 — выходит рекламная кампания «Choose Your Weapons» (Выбери своё оружие) с участием двух профессиональных баскетболистов, которые безрезультатно пытаются обыграть друг друга. Мысль ролика в том, что они оба носят Converse.
- 1992 — Converse представляет технологию REACT, которая позволила улучшить стабильность, поддержку и способность баскетбольной обуви сглаживать удары.
- 2003 — компания Nike приобретает Converse.

## Критика
В июле 2011 года были обнародованы факты бесчеловечного отношения, включающие случаи оскорблений и рукоприкладства, к работникам индонезийских заводов подрядчиков Converse, на которых компания размещает заказы на пошив обуви. Материнская компания Converse — Nike — в ответ на обвинения заявила, что согласно условиям договоров не имеет права вмешиваться в деятельность подрядчиков.